# Double Dribble (court métrage)
Pour les articles homonymes, voir Double Dribble.
Pour plus de détails, voir Fiche technique et Distribution.
Double Dribble  est un court métrage américain réalisé par Jack Hannah, sorti le 20 décembre 1946. 
Produit par Walt Disney et distribué par Buena Vista Pictures et RKO Radio Pictures, ce court métrage d'animation fait partie de la série des Dingo.

## Synopsis
Dingo et ses congénères s'affrontent lors d'un grand match de basket universitaire...

## Fiche technique
- Titre original : Double Dribble
- Autres titres[1] :
  - Suède : Dubbeldribblaren, Jan Långben - bäste man på plan, Jan Långben spelar basketball et  Långben som basketbollspelare
- Série : Dingo
- Réalisateur : Jack Hannah
- Scénario : Bill Berg et Milt Banta
- Animateur[1]: Hugh Fraser, Bill Justice, Andy Engman, John Sibley, Al Bertino[2]
- Layout: Yale Gracey
- Background: Maurice Greenberg
- Musique: Oliver Wallace
- Voix: Pinto Colvig (Dingo)
- Producteur : Walt Disney
- Société de production : Walt Disney Productions
- Société de distribution : RKO Radio Pictures
- Pays d'origine :  États-Unis
- Langue : Anglais américain
- Format : Couleur (Technicolor) — 35 mm — 1,37:1 — Son : Mono (RCA Sound System)
- Genre : Comédie
- Durée : 7 minutes et 18 secondes[2]
- Dates de sortie : 20 décembre 1946

## Voix françaises
- Daniel Gall : le commentateur
- Gérard Rinaldi : Dingo

## À noter
- C'est le troisième film à faire affronter des équipes de Dingo. Le premier fut Dingo joue au football (How to Play Football, 1944) puis La Castagne (Hockey Homicide, 1945). À nouveau, les membres des équipes sont nommés d'après des animateurs ou des employés de Disney. Dans ce film, on retrouve Bill Berg, Jack Hannah, Yale Gracey, John Sibley, Milt Banta, Hugh Fraser et Jack Kinney. Ils font tous partie de l'équipe de production de ce court métrage, sauf Jack Kinney qui a réalisé la plupart des courts métrages de Dingo sauf quelques-uns dont celui-ci.